# Zhejiangosaurus
Zhejiangosaurus – rodzaj tyreofora z rodziny nodozaurów (Nodosauridae) żyjącego w późnej kredzie na terenie dzisiejszej Azji. Gatunek typowy rodzaju, Zhejiangosaurus lishuiensis, został opisany w oparciu (ZNHM M8718) o niekompletny szkielet obejmujący kość krzyżową z ośmioma kręgami, kompletnej lewej kości biodrowej i niekompletnej prawej, proksymalne zakończenie prawej kości kulszowej, kompletne kończyny przednie, czternaście kręgów ogonowych oraz kilka niezidentyfikowanych kości. Materiał kopalny wydobyto z datowanych na cenoman osadów formacji Chaochuan w prowincji Zhejiang w Chinach. Nazwa Zhejiangosaurus oznacza „jaszczur z Zhejiang”, a epitet gatunkowy gatunku typowego, lishuiensis – „z Lishui” – i odnoszą się do miejsca znalezienia holotypu dinozaura.